# Neville Cardus
John Frederick Neville Cardus (3 avril 1888 - 28 février 1975) est un écrivain, journaliste, critique littéraire et critique musical anglais.

## Biographie
Autodidacte, il est issu d'une famille pauvre. Il travaille au Guardian (à l'époque Manchester Guardian) jusqu'en 1940, à la fois en tant que correspondant sportif  spécialiste du cricket à partir de 1919 et critique musical à partir de l'année 1927. Sa contribution à ces deux domaines distincts dans les années ayant précédé la Seconde Guerre mondiale a fait de lui l'un des principaux critiques de sa génération.